# Antigone (geslacht)
Antigone is een geslacht van vogels uit de familie kraanvogels (Gruidae). 

## Soorten
Het geslacht telt vier soorten:
- Antigone antigone – Saruskraanvogel
- Antigone canadensis – Canadese kraanvogel
- Antigone rubicunda – Brolgakraanvogel
- Antigone vipio – Witnekkraanvogel